# Сычёв, Алексей Яковлевич

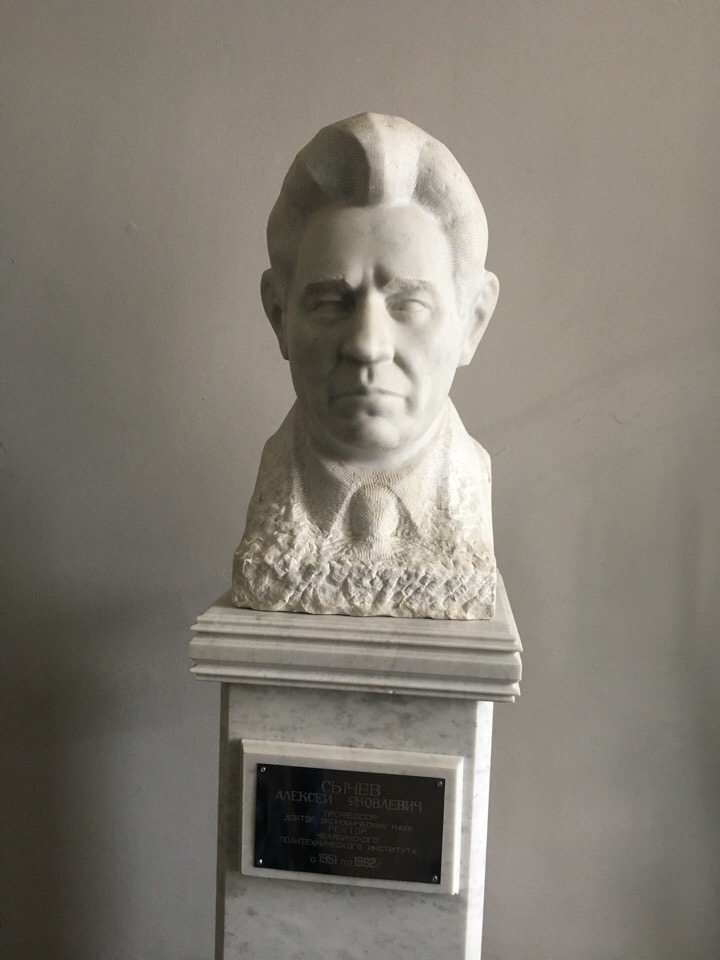
Мраморный бюст в ЮУрГУ.

Алексей Яковлевич Сычёв

Алексей Яковлевич Сычёв (5 [18] октября 1902, Верхнемарково, Иркутская губерния — 12 июля 1976, Курган) — советский учёный, педагог, военный деятель. Доктор экономических наук, профессор. Ректор Челябинского политехнического института в 1951―1962 гг. и ректор Курганского машиностроительного института в 1965―1970 гг. Участник Великой Отечественной войны, подполковник.

## Биография
Алексей Сычёв родился 5 (18) октября 1902 года в деревне Верхнемарково Марковской волости Киренского уезда Иркутской губернии Иркутского генерал-губернаторства, ныне посёлок, административный центр Верхнемарковского сельского поселения Усть-Кутского района Иркутской области.
В 1919—1920 годах учился в педагогическом техникуме города Киренска.
В 1920—1924 гг. служил в Рабоче-крестьянской Красной армии. Участник Гражданской войны.
В 1921 году вступил в РКП(б), с 1925 года партия переименована в ВКП(б), c 1952 года партия переименована в КПСС.
В 1920-х был председателем уездного комитета комсомола, уполномоченным уездного ВЧК. 
В 1926 году был политруком отряда пограничной службы и полка в Новосибирске.
В 1930 году окончил промышленное отделение экономического факультета Иркутского государственного университета. Направлен начальником планово-производственного отдела Кочкарского золотопромышленного треста (село Кочкарь, ныне Челябинская область).
В 1930 году переехал в Свердловск: инструктор Свердловского обкома ВКП(б), экономист. С 1932 года — декан инженерно-экономического факультета Уральского института цветных металлов, с 1934 года — Уральского индустриального института; с 1934 года — зав. кафедрой экономики со1шапистической промышленности УИИ. В 1938 году защитил кандидатскую диссертацию на тему «Эффективность технической реконструкции медной металлургии Урала».
По решению ЦК ВКП(б) с мая 1941 года вновь в армии. Во время Великой Отечественной войны в составе 24-й, 28-й и 65-й армий участвовал в боях на Юго-Западном, Донском, Сталинградском и Центральном фронтах. Заместитель начальника тыла по политчасти 65-й армии, подполковник. Был 2 раза легко ранен и контужен. В 1945—1946 гг. — интендант советской оккупационной зоны в Берлине, заместитель военного коменданта Варшавы по политчасти (военная миссия СССР в Польше). 8 февраля 1946 года демобилизован.
После окончания войны возвратился к педагогической работе. В 1946—1951 годах — доцент Уральского индустриального института имени С. М. Кирова, с 1948 года — Уральский политехнический институт имени С. М. Кирова; был секретарём парткома института.
В 1948 году поступил в докторантуру при Институте экономики Академии наук СССР.
В 1951—1963 годах работал в Челябинске. Один из организаторов Челябинского политехнического института; с 31 июля 1951 года по 16 августа 1962 года — ректор вуза. С 31 августа 1951 по 27 сентября 1962 года возглавлял кафедру экономики промышленности и организации производства. Принимал участие в создании Уральской научной школы инженерно-экономического образования.
2 октября 1951 года в совете Института металлургии Академии наук СССР защитил докторскую диссертацию. В ноябре 1952 года ему присвоено звание профессора. Он стал научным руководителем аспирантуры. В июле 1953 года руководил созданием вечернего факупьтета на Уральском автомобильном заводе в г. Миассе.
Ректор Курганского машиностроительного института в 1965―1970 годах.
Научную деятельность посвятил решению проблем экономики в металлургии. Разработал методики планирования и управления производством, оценки его эффективности. Автор свыше 100 научных публикаций, в том числе 2 учебников для вузов, 2 монографий. Доктор экономических наук (1952, защитил диссертацию в АН СССР), профессор (1952).
Был избран членом Пленума Челябинского обкома КПСС, делегатом XXII съезда КПСС.
Алексей Яковлевич Сычёв скончался 12 июля 1976 года в городе Кургане. Похоронен на Новом Рябковском кладбище города Кургана Курганской области.

## Награды
- Орден Ленина, 1951 год
- Орден Отечественной войны I степени, 2 августа 1944 года[9]
- Орден Отечественной войны II степени, дважды: 19 ноября 1943 года[10], 21 августа 1945 года[11]
- Орден Красной Звезды, 21 июля 1943 года[12]
- Орден «Знак Почёта», 1950 год
- медали, в том числе:
  - Медаль «За боевые заслуги», 21 февраля 1945 года
  - Медаль «За оборону Сталинграда»,1943 год[4][13]

## Память
Мраморный бюст профессора установлен в главном корпусе ЮУрГУ, его именем названа аудитория 401 главного корпуса ЮУрГУ и учреждена ежегодная именная премия.